# Metopolophium dirhodum
Metopolophium dirhodum är en insektsart som först beskrevs av Walker 1849.  Metopolophium dirhodum ingår i släktet Metopolophium och familjen långrörsbladlöss. Arten är reproducerande i Sverige. Inga underarter finns listade i Catalogue of Life.